# Maikol Yordan 2: La cura lejana
Maikol Yordan 2: La cura lejana es una película de comedia costarricense, producida por el cuarteto de comediantes La Media Docena y protagonizada por Mario Chacón, Daniel Moreno, Erik Hernández, Édgar Murillo y Natalia Monge. Fue dirigida por Daniel Moreno y representa la secuela de Maikol Yordan de viaje perdido, estrenada en 2018.

## Sinopsis
Maikol Yordan (Mario Chacón) esta vez presenta una mejor situación económica. Sin embargo, debe enfrentar un momento familiar difícil. Su amada abuela materna doña Mila (Anabelle Ulloa) sufre un extraño padecimiento que la pone al borde de la muerte. 
Maikol debe seguir una serie de pistas en otros países para lograr encontrar la cura,  donde recibe la ayuda de sus amigos François (Erick Hernández) y Greivin (Édgar Murillo). En esta tarea el protagonista emprende un largo viaje por Países Bajos, Grecia y Egipto, donde vivirá divertidas e inesperadas aventuras hasta lograr finalmente su objetivo.

## Producción

### Locaciones y filmación
La preproducción y la escritura del guion de Maikol Yordan 2: La cura lejana demoró más de un año entre 2016 hasta mediados de 2017. 

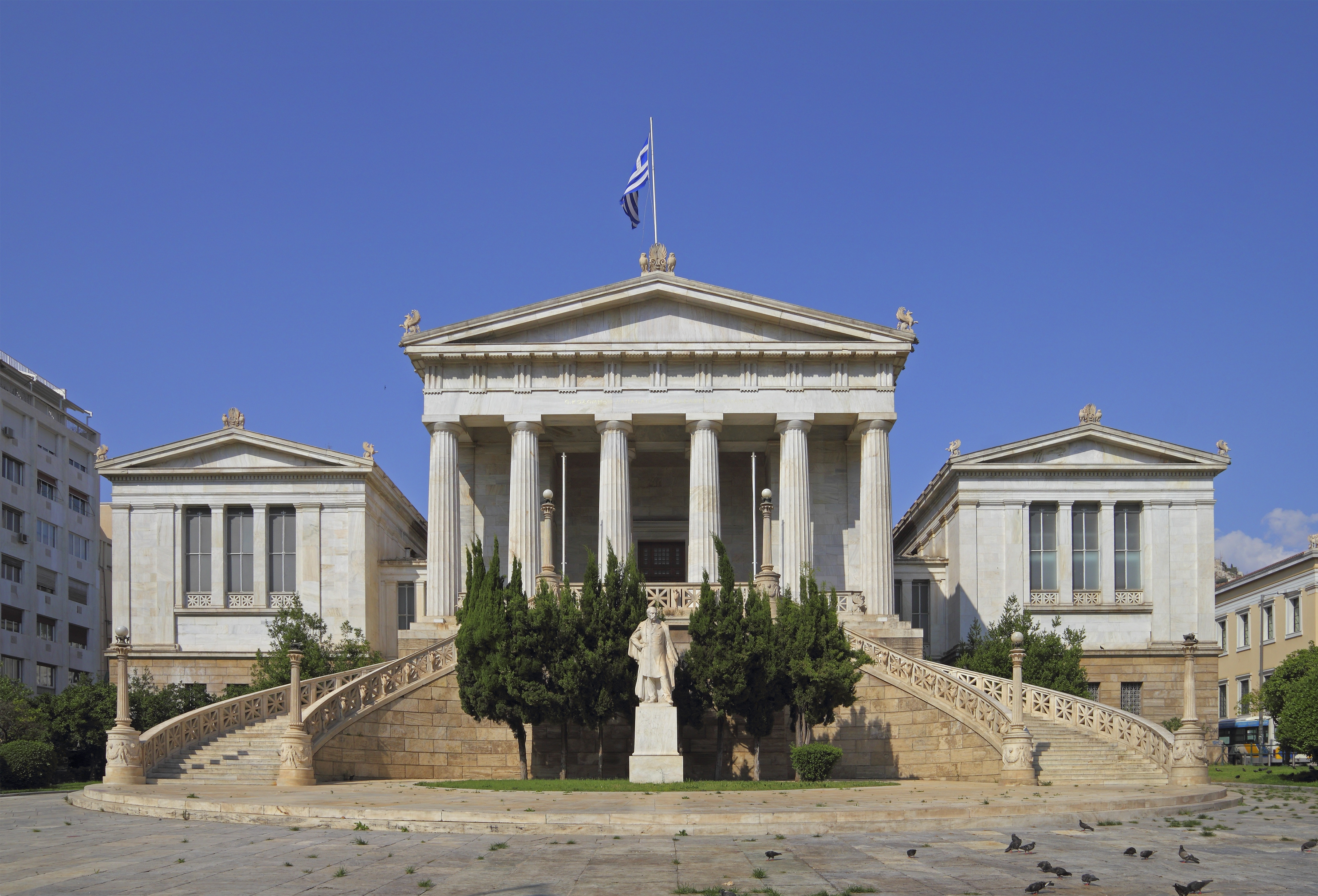
Biblioteca Nacional de Grecia

Entre el 28 de agosto al 12 de septiembre de 2017 el elenco de la La Media Docena, junto con otros actores secundarios y productores, viajaron a Europa y Egipto para el rodaje de la película, lugares donde se obtuvo alrededor del 20% del material editado. El cuarteto rodó en sitios tan exóticos y diversos como Ámsterdam y la Universidad de Utrecht (Países Bajos), la Biblioteca Nacional en Atenas (Grecia), la Necrópolis de Guiza y El Cairo (Egipto).
Las locaciones donde se filmó en Costa Rica tuvieron lugar esencialmente en San Isidro de Heredia, en donde se ambientó el pueblo ficticio de Maikol Yordan. Para realizar escenas adicionales se trabajó en más de 15 locaciones en diversas zonas de las provincias de San José, Heredia, Cartago y Alajuela. La grabación en suelo costarricense se completó en 3 meses, entre enero a marzo de 2018. 
El proceso de producción finalizó en septiembre de 2018. La película fue finalmente estrenada en los cines nacionales el 13 de diciembre de 2018.
Previamente en octubre, la banda de pop latino Los Ajenos dio a conocer el vídeo musical con el tema de la película, llamado "La Cura".

### Equipo de producción
Daniel Moreno asumió el doble papel de actor y de director del filme por primera vez, en sustitución del experimentado Miguel Gómez, quién estuvo al frente de la primera entrega pero se desistió de su segunda participación. 
El resto del personal de producción incluyó a  Sebastián Vega (director de fotografía), Adrián Castro (asistente de dirección), Sergio Gutiérrez (sonidista), Olga Madrigal (directora de arte), Luis Sanabria (redes, making detrás de cámaras) y Francisco Zamora (productor internacional). La producción general en Costa Rica estuvo a cargo de Gloriana Sanabria.

## Elenco
- Mario Chacón interpreta a Maikol Yordan Soto Sibaja, protagonista del film.
- Boris Alonso interpreta a Heriberto, primo de Maikol Yordan.
- Natalia Monge interpreta a Concepción, esposa de Maikol Yordan y a Ana Clemencia, su hermana gemela.
- Daniel Moreno interpreta a Cordero, ex-mano derecha de Malvassi.
- Édgar Murillo interpreta a Jean-Luc/Greyvin, primo de Concepción en París.
- Erik Hernández interpreta a François, amigo de Maikol Yordan durante su recorrido por Europa.
- Jaccqueline Steller interpreta a a la madre perdida de Maikol Yordan.
- Leo Van Schie interpreta a Leopoldus, quien se presenta como un rector de una universidad holandesa.
- Anabelle Ulloa interpreta a Milagro, la abuela de Maikol Yordan.
- Alondra Elizondo como Margarita, la novia de Heriberto.
- Alexander Valverde interpreta a Lalo.
- Flor Vargas interpreta a Doña Tina.
- Jaime Castro interpreta a Don Remigio, el dueño de la pulpería.
- Adriana Víquez como Rosita, estilista compañera de Margarita.
- Los Ajenos como ellos mismos (cameo en el final de la película con su tema de la película (La Cura)
- Mauricio Montero interpreta a él mismo.